# 退廃芸術

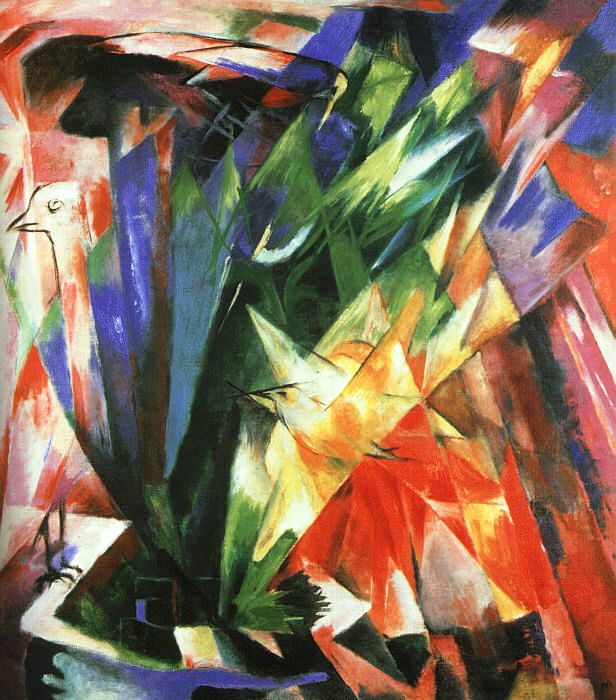
退廃芸術家とされた作家の一人、フランツ・マルクの『鳥』（1914年）

退廃芸術（たいはいげいじゅつ、ドイツ語: Entartete Kunst、英語: degenerate art）とは、国民社会主義ドイツ労働者党（ナチス）が、近代美術や前衛芸術を、道徳的・人種的に堕落したもので、ドイツの社会や民族感情を害するものであるとして禁止するために打ち出した芸術観である。

## 概説
ナチスは「退廃した」近代美術に代わり、ロマン主義的写実主義に即した英雄的で健康的な芸術、より分かりやすく因習的なスタイルの芸術を「大ドイツ芸術展」などを通じて公認芸術として賞賛した。これらの芸術を通してドイツ民族を賛美し、危機にある民族のモラルを国民に改めて示そうとした。一方、近代美術はユダヤ人やスラブ人など、ナチスが劣った血統と見做した人種の芸術家たちが、都市生活の悪影響による病気のため、古典的な美の規範から逸脱し、ありのままの自然や事実をゆがめて作った有害ながらくたと非難した。
近代芸術家らは、芸術院や教職など公式な立場から追放された上に制作活動を禁じられ、ドイツ全国の美術館から作品が押収された上、「退廃芸術展」によって全国の展覧会で晒し者にされ、多くの芸術家がドイツ国外に逃れた。一方公認芸術は、「人種的に純粋な」芸術家たちが作る、人種的に純粋な「北方人種」的な芸術であり、人間観や社会観や描写のスタイルに歪曲や腐敗のない健康な芸術とされた。
皮肉なことに、近代芸術を身体的・精神的な病気の表れである「退廃」だとした理論を構築した人物は、マックス・ノルダウというユダヤ人であった。この理論はノルダウ以降も右翼や一部美術家を中心に盛んに取り上げられ、後にナチスも、第一次世界大戦後の文化の堕落を論じたり、人種主義的な主張を補強するために利用している。

## 退廃芸術の理論

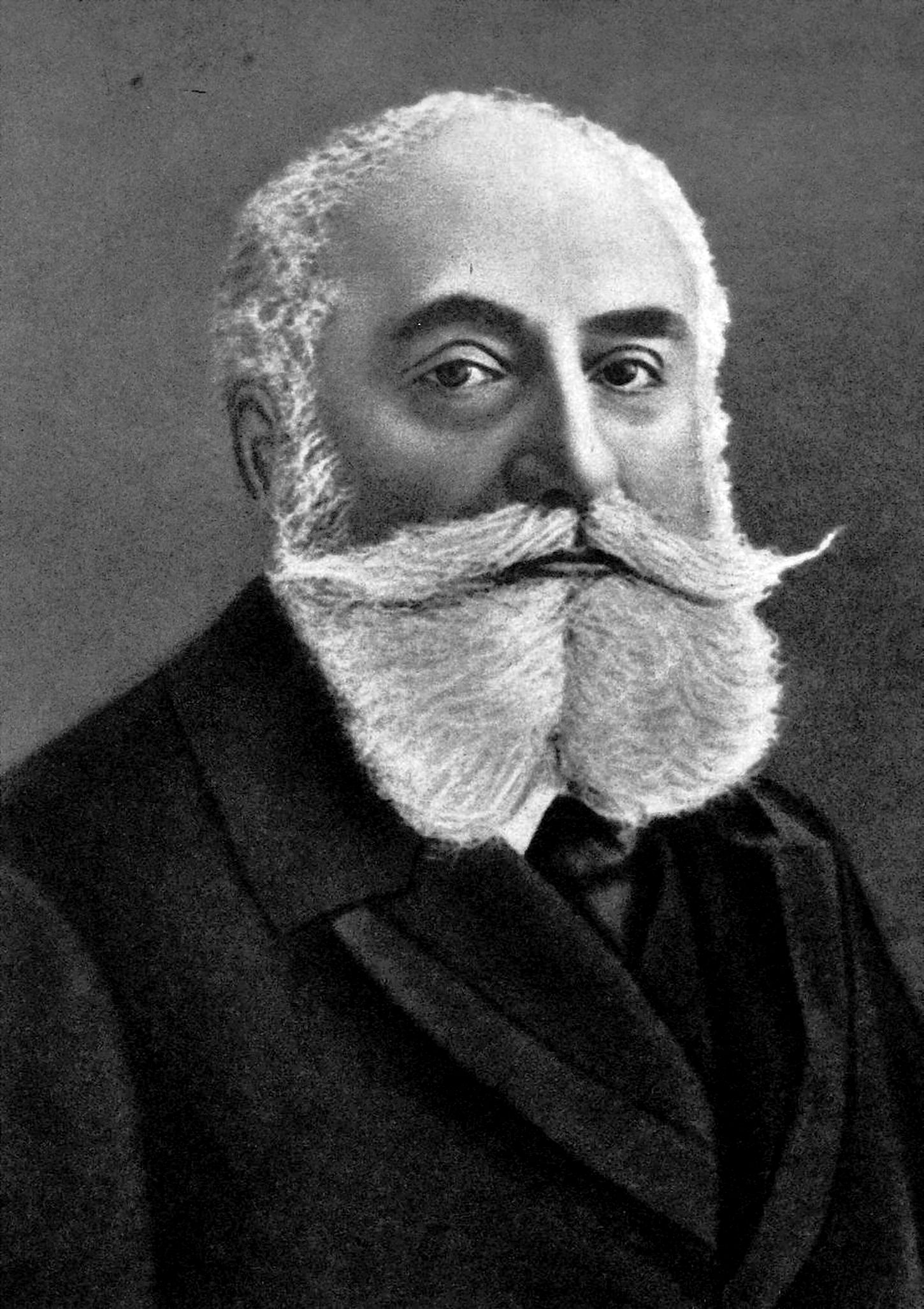
マックス・ノルダウ

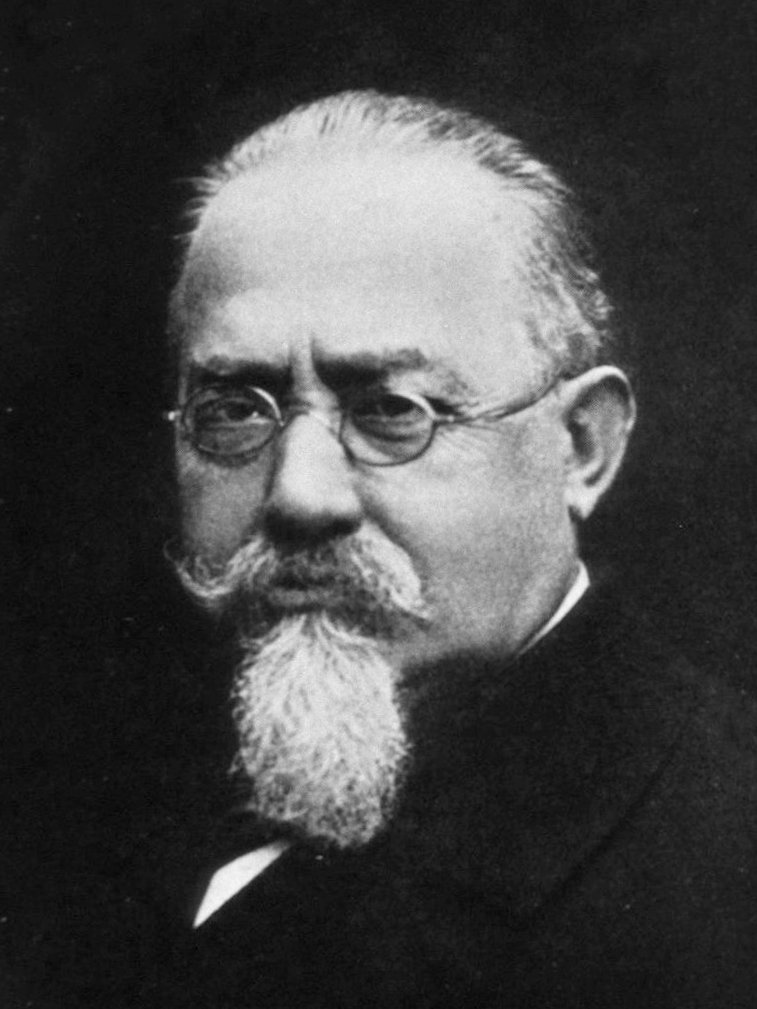
チェーザレ・ロンブローゾ

「退廃」という概念は、道徳的に堕落している事を指すもので、古くは18世紀より規範に外れた詩や絵画などを批判するために使われていた用語であった。この概念を近代社会や近代芸術全般を批判するために大々的に提起し有名にしたのは、ハンガリー出身の内科医で作家、評論家、シオニストでもあったマックス・ノルダウの1892年の著書『退廃（Entartung、堕落論、退化論とも訳される）』であった。ノルダウによれば、芸術家は過密する都市や工業化など近代生活による犠牲者であり、こうした生活によって脳の中枢が冒された病人とされた。
ノルダウがこの著書のインスピレーションを受けたのは、精神科医で犯罪学者のチェーザレ・ロンブローゾの1876年の著書、『犯罪人論（L'uomo delinquente）』であった。ロンブローゾは膨大な異常心理者やその身体的特徴を調査することにより、人々の中には、隔世遺伝的に原始人状態の人格の特徴が現れるために、近代社会に適応できない人物がいることを科学的理論によって結論付けようとし、犯罪者の中には「生まれながらの犯罪者」が存在することを証明しようとした。
ノルダウはこの理論を疑似科学的な根拠として用いながら、「世紀末芸術」や「世紀末」的文化状況の「倫理的堕落」に対して、幾分俗物的な立場からの批判を行った。ノルダウはロンブローゾの理論に基づき、近代の芸術家もまた彼のいう「生来的犯罪人」同様、原始からの隔世遺伝的な退廃に冒され、身体的・精神的な異常を抱えていると断言した。彼にすれば、音楽、詩、文学、視覚芸術など、あらゆる形式の近代芸術には、精神的不調と堕落の症状が現れていると見えた。近代芸術家たちは身体の疲労と神経の興奮の両方に苦しめられているため、すべての近代芸術は規律や風紀を欠き、首尾一貫した内容がなくなっているとした。ノルダウは特に印象派絵画、フランス文学の象徴主義、イギリス文学の唯美主義を集中的に攻撃した。象徴主義の中の神秘主義思想は、精神病理学的な産物であり、印象派画家のペインタリネス（絵画表面のありよう）は視覚皮質の病気の兆候とされた。
ノルダウの疑似科学的な芸術における退廃の理論は、ドイツだけでなく欧州全土でベストセラーとなり、イギリスのほか日本にも世界各国に広く紹介された。この理論は、ヴァイマル共和政の時代になって民族主義的美術家たちや右翼、そして国民社会主義者（ナチス）らによって大きく取り上げられ、ドイツ芸術における人種的純粋さを取り戻すための議論の基礎、近代化や敗戦後のデカダンスの影響で文化も堕落したという主張の基礎となった。近代美術家は人種的に純粋な芸術家に比べて「人種的に純粋な芸術」を作ることができず、劣った民族の血統を受け継いでいるか、精神的トラウマや人格的問題があるか、堕落した文化の影響が強すぎるためにゆがんだ芸術を作るとされた。
ナチスの理論家、アルフレート・ローゼンベルクとその機関（ローゼンベルク機関や、「ドイツ文化のための闘争同盟」など）はドイツ文化の純粋化と「退廃」一掃のために大きな役割を果たした。ローゼンベルクは退廃芸術の理論を、1930年に発行した大ベストセラー『二十世紀の神話』で初めて使用した。

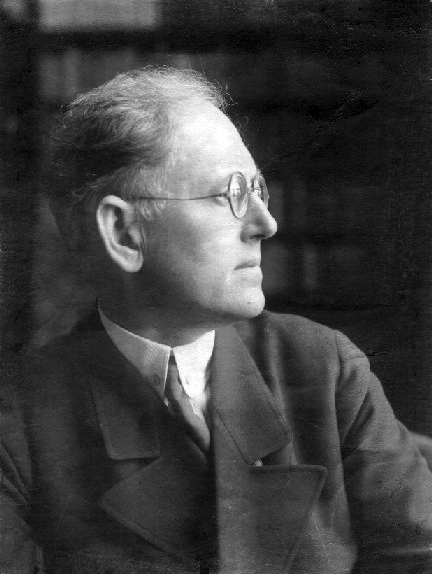
パウル・シュルツェ＝ナウムブルク

芸術評論家・建築家のパウル・シュルツェ＝ナウムブルグはその主著『芸術と人種』（1928年）、『ドイツ人の芸術』（1933年）、『北方の美─生活及び芸術に現れたるその理想像』（1937年）などで、古代ギリシアなど古典古代の芸術や、ドイツ中世の芸術をアーリア人の芸術の真の源泉として称揚する一方、近代美術家は自ら気づかないうちに自分たち自身の民族（ユダヤ人や、東ヨーロッパ人種であるスラブ人など）の特徴を作品の中に表現していると述べた。これを証明するため、彼はノルダウとロンブローゾの手法を活用した。近代美術作品（特にドイツ表現主義）の中のゆがんだ形の人物像と、奇形や病気の人々を写した写真を並べて見せたのである。シュルツェ＝ナウムブルクはさらに健康な人の写真と「北方人種らしい英雄的な芸術」の作例を並列し、近代美術は人種的に不純であると結論した。
ドレスデンの女性画家ベッティーナ・ファイステル＝ローメーダーは、ドイツ民族に失われた父祖伝来の芸術を思い出させることを目的とし、第一次世界大戦敗戦後の1920年に「純粋な」ドイツ人のみを会員とする「ドイツ芸術協会」を結成、機関誌『ドイツ芸術通信』を通じて表現主義などの芸術潮流を攻撃し、前衛芸術を「退廃」と切って捨てる攻撃的な編集を行うなど反近代美術活動家として知られ、シュルツェ＝ナウムブルクの影響やローゼンベルクの後援を受けるまでになった。ファイステル＝ローメーダーも、近代芸術と精神障害者の絵画との共通性を挙げたほか、フランスにおけるアフリカ美術の造形的影響を「芸術のネグロ化」とし、ドイツ芸術にユダヤ・スラブ・黒人などの影響が入る事を堕落とみなした。
アドルフ・ヒトラー自身もかつては建築や美術の道へ進もうとして挫折しており、著書や演説、談話などでもしばしば芸術を話題とした。「ある時代の政治の偉大さは、それが生み出す芸術の水準の高さで推し量られる」という彼の信念からすれば、ドイツの芸術の「退廃」は嘆くべきものであった。

## 第一次世界大戦後のドイツ美術

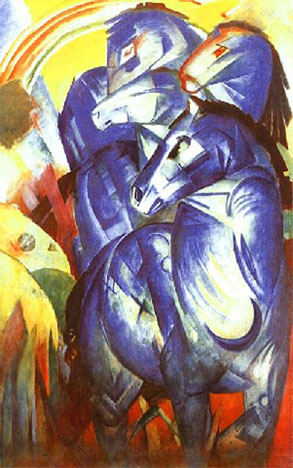
フランツ・マルクの代表作『青い馬の塔』（1913年）
ヒトラーは本作を見て「青い馬などいない」と言い放ったとされる。1937年にベルリンのナショナル・ギャラリーから没収され、以後所在不明となった。

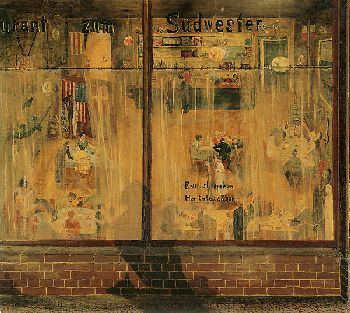
小説家・画家のヨアヒム・リンゲルナッツによる『Hafenkneipe』（1933年）

ドイツ美術は永らくイタリアやフランスの影響下にあったが、19世紀にはカスパー・ダーヴィト・フリードリヒ、フィリップ・オットー・ルンゲなど、崇高さやドイツの民族主義的テーマを探る独自のロマン主義的動きもあった。19世紀末にはフランス現代美術の影響を受けてミュンヘン分離派（1892年）、ベルリン分離派（1899年）など新しい美術を求める動きが登場した。フランス印象派の影響を受けた画家マックス・リーバーマンはベルリン分離派の主導的な立場にあり当時の社会からも広く認められた。第一次世界大戦前にはブリュッケ、青騎士といった前衛芸術グループが登場、表現主義的な絵画はドイツの画壇に衝撃を与える。しかし近代芸術に対する風当たりは強く、1909年には国立絵画館のフーゴー・フォン・チューディが印象派絵画の購入を行ったかどで皇帝ヴィルヘルム2世に解任される事件も起こっている。
敗戦後、ヴェルサイユ体制のもとで混乱するドイツ社会では、エミール・ノルデ、エルンスト・ルートヴィヒ・キルヒナー、オスカー・ココシュカ、エルンスト・バルラハ、ヴィルヘルム・レームブルックなど優れた画家・彫刻家が多数活動し、近代美術を集めて展示する公立・私立の美術館が開設されるなど、近代美術に追い風が吹き始めた。また、個人的な表現主義を排して、戦後の享楽的な文化・腐敗した指導層・混乱する大衆社会など、都市や人間を写実的・即物的に描く新即物主義があらわれた。ゲオルク・ショルツ、ジョージ・グロス、ゲオルク・シュリンプ、オットー・ディックスなどがこの中に含まれる。またダダイスムがドイツ国内にも波及している。
同じ頃、ヴァイマルにヴァイマル国立バウハウスが設立され、ヴァルター・グロピウスを校長としてリオネル・ファイニンガー、ラースロー・モホイ＝ナジ、ヨハネス・イッテン、ワシリー・カンディンスキーらが教職についた。芸術と工業を融合させた機能的・合理的な作品制作や、独創的なカリキュラムが組まれるなど、後の世界各国のデザインや芸術に影響を与える重要な学校であった。

### 近代美術への非難
しかしこうした活発なドイツの美術活動は大きな批判も受けていた。伝統的な美術の範囲から逸脱していることへの反発もさることながら、彼らの中にユダヤ人や東欧人が含まれていることが非難され、またユダヤ人やボルシェビキから支援を受けているドイツ民族の敵であるという非難もあった。表現主義も新即物主義も、どちらもゆがんだ形や色彩で敗戦後ドイツ社会の負の部分をことさら取り上げ、ドイツの社会や軍人や女性を愚弄・嘲弄し、暴力的な色彩や形態で見る者の精神を損なうものだとして批判を受けた。またバウハウスは内部における表現主義と合理主義の路線争いのほか、ドイツ共産党やユダヤ＝ボリシェヴィキの手先として右翼からの攻撃を受けたことをきっかけに、1925年にヴァイマルを去り、より進歩的な街だったデッサウに移転を強いられる。

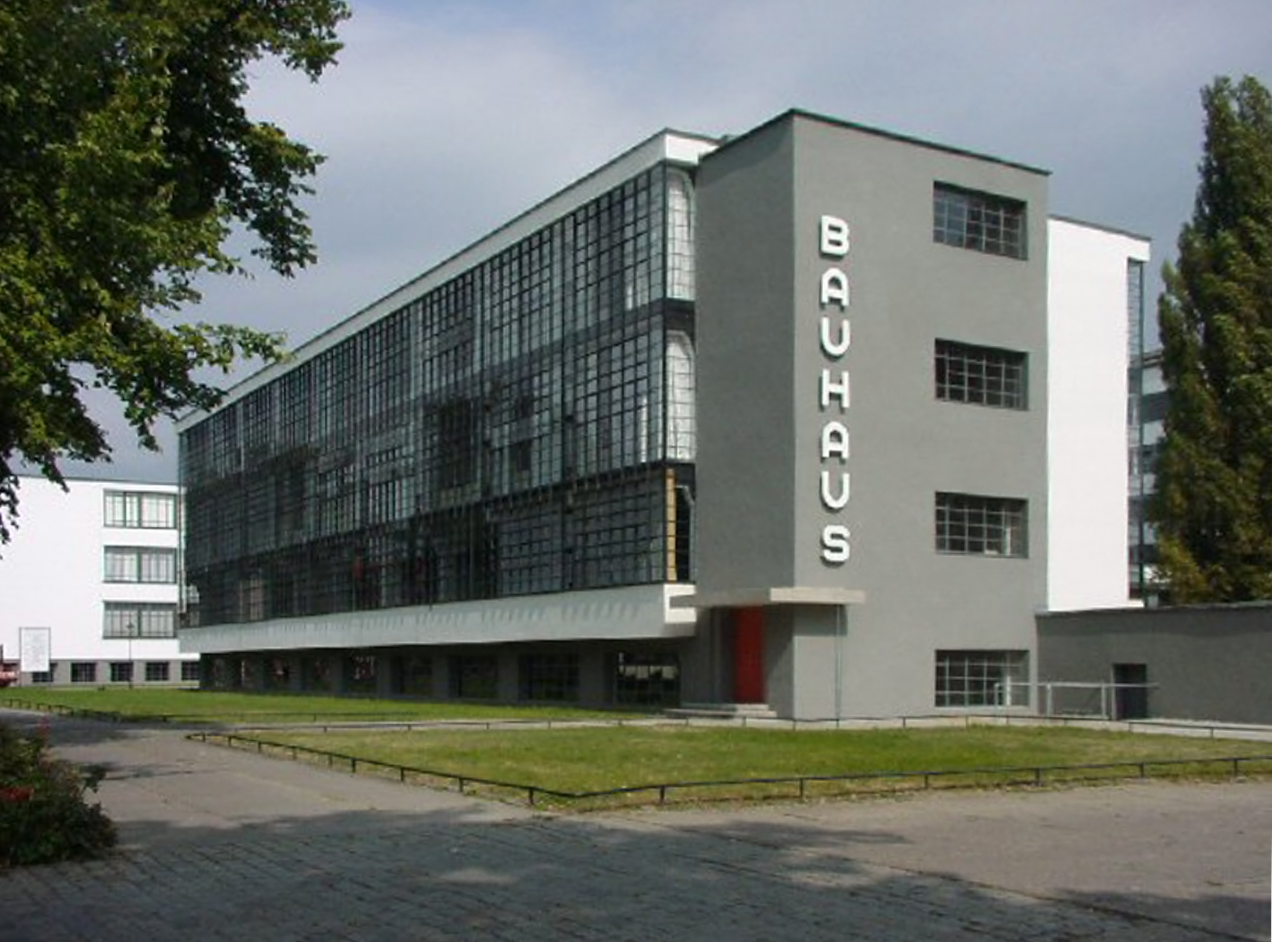
デッサウ移転後に建設されたバウハウス校舎

そして英雄らしさや軍人らしさなど「ドイツの価値観」にそぐわない芸術のすべて（印象派、表現主義、ダダイスム、合理主義など、ほぼすべての近代美術や近代の音楽・建築など）は、ドイツ文化・社会を堕落させるためのコミンテルンの陰謀の道具である「文化ボルシェヴィズム」として、右派勢力からの攻撃を受けた。ことにヒトラーは、19世紀半ば以降の芸術を理解せず、印象派すら彼の理解を超えており、特に20世紀に入ってからのダダイスムやキュビズムを、狂気であり堕落であり病気であると呼んで嫌悪し、これらはボルシェヴィズムの公認芸術である、と著書『我が闘争』で非難した。彼は1910年までのドイツ芸術の水準の高さを賛美する一方で、それ以後に進んだ「退廃」を嘆いており、1925年にスケッチブックに残したメモでは、かつて青年時代の自身を窒息させ芸術への道から締め出したはずのアカデミズムを体現するような、19世紀の写実主義的な作家を中心とした「ドイツ国立美術館」の構想を描いている。

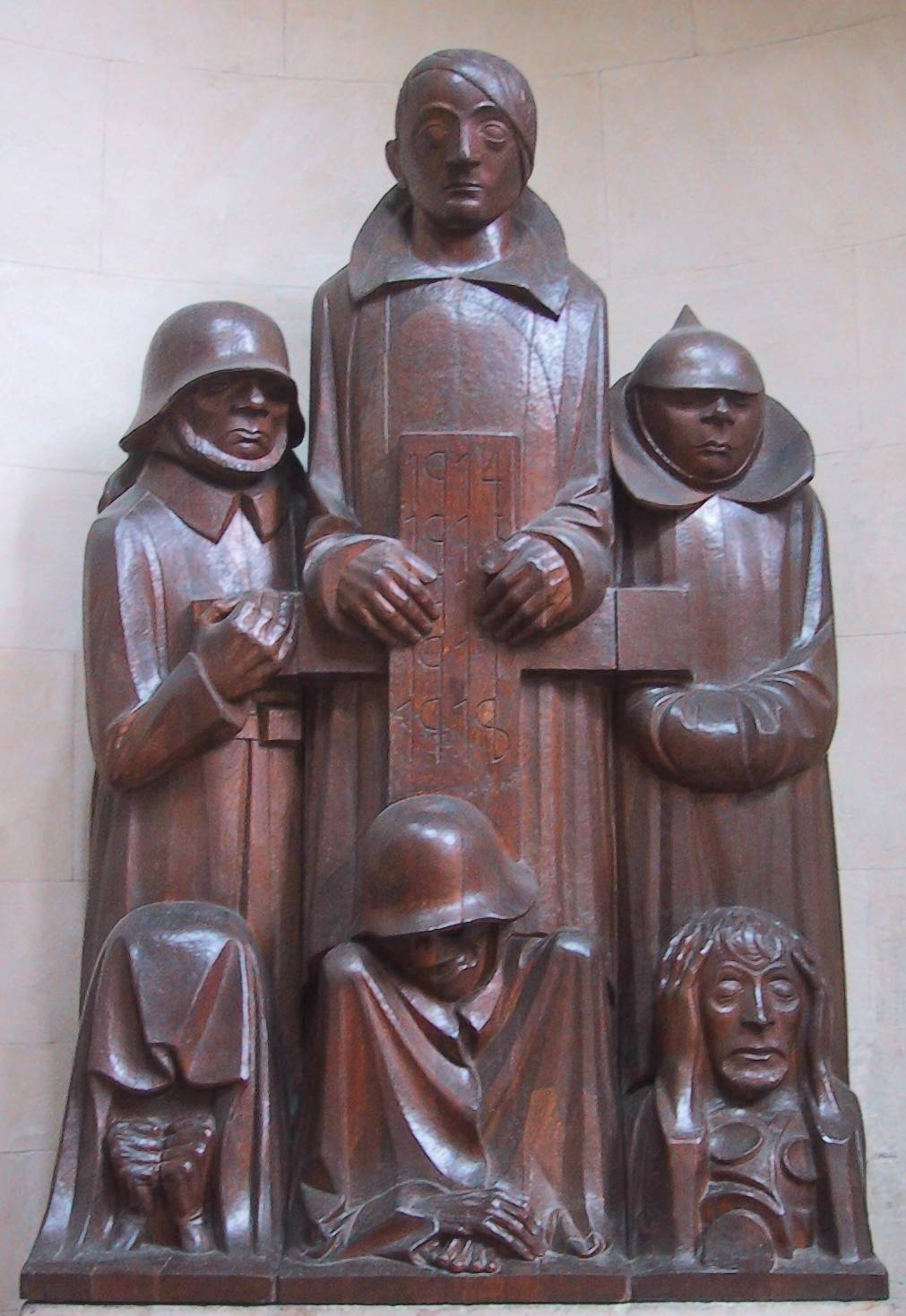
バルラハの戦没者記念像

近代美術が右派や一般市民から非難を浴びた実例には次のようなものがある。彫刻家エルンスト・バルラハは、第一次世界大戦の戦没者記念像を作り、その一つは1920年代末に政権にあった社会民主党により、1929年マクデブルクに設置されたが（現在はマクデブルク大聖堂に安置中）、これは市民から大きな非難を浴びた。この像は簡略化された人物表現を特徴としており、一本の十字架を支えて屹立している3人の兵士、うち両側の二人は防寒着やヘルメットで固い表情を隠し、中央の人物は顔を前に向け毅然と立っているが、その印象は戦友の死を悼んで静かな悲しみが漂っている。十字架の下にはヘルメットをかぶった兵士がいるがすでに白骨化しており、両側には耳を両手で覆って眼をふさぐ父親と、ベールで顔を覆い両手を握り締める母親がうずくまっている。好意的な意見では、高貴さと戦死者に対する哀悼が伝わる精神性の高い彫刻だというものもあったが、市民の多くは「なぜ国のために遠い戦地で英雄的に戦って死んでいった若者がこのように虚ろに見えるのか」、「気が重くなる。青少年に悪影響を与える」、「ドイツ軍人を愚弄している」などと猛反発した。中には「人物の何人かはゲルマン民族に見えない。程度の低いスラブ・モンゴルの特徴があるのではないか」というようなものもあった。市民やメディアの多くは英雄らしさより大戦の悲惨さを強調した像に対し、自らやドイツ自体が否定されたような印象を受けて像を攻撃した。その手段として、人種的特徴も利用された。バルラハの作品はマクデブルク戦没者記念像やハンブルク市戦没者記念碑など、戦争の記念碑や公共空間に置かれたものが多かったため、特に世論を刺激した。

## 絵画嵐（ビルダーシュトゥルム）

### 1930年、テューリンゲン

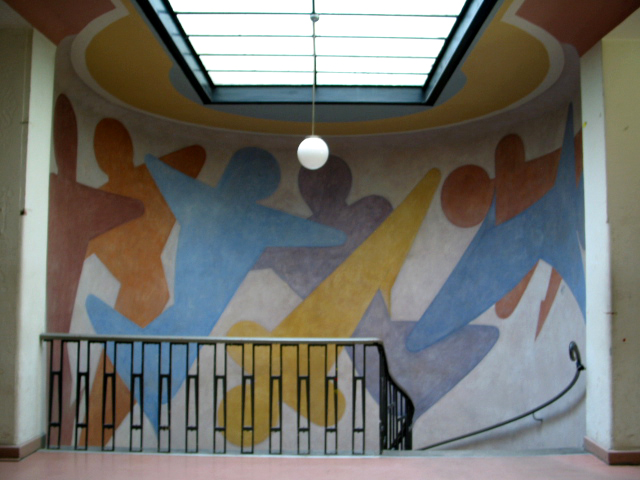
州政府によって塗りつぶされたシュレンマーの手によるヴァイマル応用芸術アカデミーの壁画。その後1979年に復元された。

ナチスの支持が高まり、かれらが政権に就き始めると、早速近代美術を公の場から追放しようというビルダーシュトゥルム（絵画嵐）(元の意味は宗教改革時の聖像破壊運動を指していた）が始まった。
1929年、ナチスはドイツ中部の農村地帯、テューリンゲン州で11%の得票を得た。ヒトラーは連立交渉の難航を受けてヴァイマルに赴き、地元有力者を前にナチスの経済政策を説明して感服させ、ナチスを泡沫政党と見ていた諸政党も連立相手としてナチスを考えざるを得なくなった。1930年1月、州の内務大臣・国民教育大臣にナチス推薦のヴィルヘルム・フリックが選出されると、彼はローゼンベルクの「ドイツ文化のための闘争同盟」と組み、「ドイツで強まる文化面での黒人種など他民族の影響により、ドイツの民族性や道徳が基盤から崩れようとしている」という文章を4月に官報に載せ、州の芸術系大学を改編してバウハウス色の一掃のためその長官にシュルツェ＝ナウムブルクを任命した。シュルツェ＝ナウムブルクは持論の「北方的なものの賛美、東方的なものの侮蔑」に基づき、イーゴリ・ストラヴィンスキーなど近代の音楽家の楽曲の演奏を禁じたほか、10月3日、大学内のオスカー・シュレンマー（元バウハウス教授）の壁画を塗りつぶし、ヴァイマル城内美術館の展示室からカンディンスキー、ノルデ、ココシュカなどの近代絵画・彫刻70点を撤去させた。
翌1931年4月にフリック内務相は共産党によって解任され、シュルツェ＝ナウムブルクも職を追われる。しかし、これは後にドイツに吹き荒れる「絵画嵐」の始まりに過ぎなかった。この時期、「ドイツ文化のための闘争同盟」はザクセン・ツヴィッカウで近代美術を購入した美術館長を解雇させることに成功した。

### 1933年、バーデン
1932年末の国会選挙でついにナチスは第一党となり、1933年には独裁権力を掌握し、社会や国民の強制的同一化を推し進めた。フリックは今度はドイツ国の内務大臣となり、シュルツェ＝ナウムブルクも復権、ファイステル＝ローメーダは『ドイツ芸術通信』で、ドイツ中の美術館からコスモポリタン的、ボルシェヴィキ的作品を一掃し、その作品と購入金額を公衆の前に晒したうえで購入に責任のある美術館長を首にし、作品は焼却して以後これらの作家や美術館員が二度と復権できないようにすることを求めた。3月1日からシュトゥットガルトで開かれたオスカー・シュレンマー回顧展は、ナチスが国会過半数を獲得した1933年3月ドイツ国会選挙とほぼ同時期の開始であった。この展覧会はナチス系の機関紙からゴミの山だという罵倒を受け、その12日後に急遽閉幕された。
これに呼応して同年、ドイツ南西部のバーデン・カールスルーエで、美術学校長でありファイステル＝ローメーダとも親しい画家のハンス・アドルフ・ビューラーが分離派展開催を阻止、そのかわりに1933年4月8日から『1918年から1933年までの政府公許芸術』展を開催した。この展覧会では表現主義など同時期の前衛的な芸術活動による作品を、誹謗する目的で展示した展覧会だった。これは青少年に悪影響を与える、として18歳以下入場禁止にされ意図的に一般の好奇心を高め、さらに各作品の横に購入価格を加えて、敗戦後の経済危機にもかかわらず政府や美術館が無駄遣いをしたことを強調した。しかもハイパーインフレ時代の巨額の数字をわざとそのまま展示したため、狙い通り観客やマスコミの間に美術館行政に対する怒りが広がった。これらの手法は1937年のミュンヘンの『退廃芸術展』でも行われている。

### プレ退廃芸術展とプレ大ドイツ芸術展

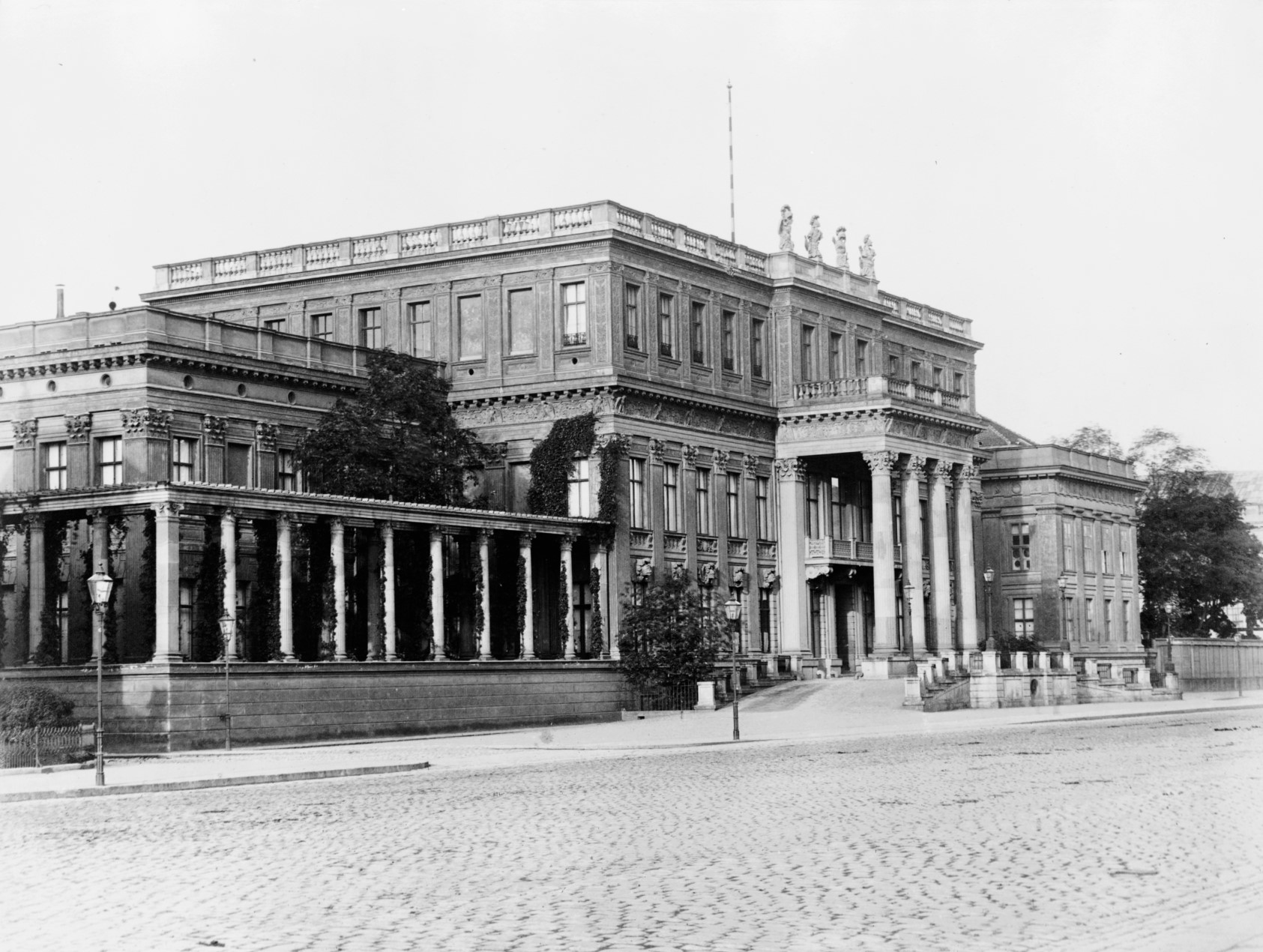
ベルリンのウンター・デン・リンデンにある皇太子宮殿。1930年代までは世界有数の近代美術館であった。

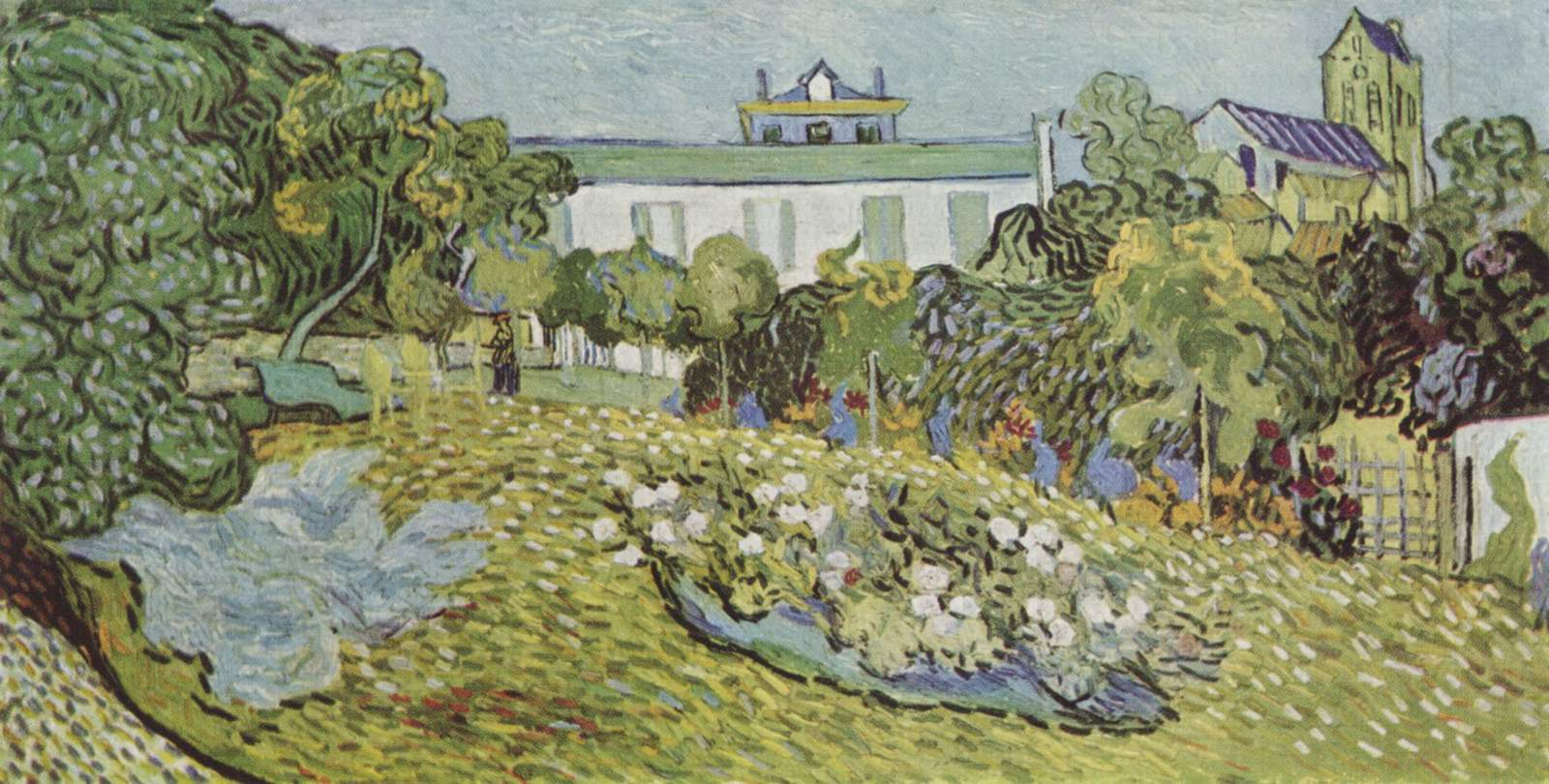
ファン・ゴッホ『ドービニーの庭』。1929年にベルリンのナショナルギャラリーが取得、1937年に押収された後にオランダのコレクターに売却。現在はひろしま美術館所蔵。

この後、同様に近代美術の収蔵品を晒し者にして糾弾する展覧会がドイツ全土で開かれた。ケムニッツでは『われらの魂から生まれたのではない芸術』のタイトルのもと開催された。ハレやニュルンベルクでは『恐怖美術館』と銘打たれた。1935年9月にはドレスデンでその名も『退廃芸術展』が開催され、全国を巡回した。これらは手法も目的も1937年のミュンヘン『退廃芸術展』に先立つ展覧会であった。
さらに、これに対して望ましい作品を展示する、1937年のミュンヘンの『大ドイツ芸術展』を先取りする展覧会も各地で開かれている。1934年に「ドイツ文化のための闘争同盟」の一部によりハレで開催された展覧会では、退廃芸術と純粋ドイツ芸術を同時に展覧した。ハンス・アドルフ・ビューラーとファイステル＝ローメーダはカールスルーエで『純粋ドイツ美術巡回展』を開催している。これらは「一旦退廃美術に眼をくらまされたドイツ民族に、純粋ドイツ美術の作家たちの作品を見せて民族の本質と偉大さを悟らせる」ためのものであった。
また各地の美術館長・職員・美術学校教員ら（その多くが国家公務員であった）が、「文化ボルシェヴィズム」作品購入の責任を問われ、新しい「職業官吏再建法」によってナチ寄りの職員に差し替えられて職を追われた。特にベルリンのナショナル・ギャラリーが槍玉に上った。ナショナル・ギャラリーは君主制崩壊後の1919年、保守派の美術評論家の反対の中、かつての皇太子宮殿を近代美術専門館へと模様替えし、世界の公立美術館・近代美術館から手本とされるような近代美術館を作り上げていた。しかし1933年、1909年の館長就任以来、同時代美術の擁護者として知られた館長ルートヴィヒ・ユスティらが異動・解雇させられた。ユスティはかねてから「絵画嵐」の中で攻撃を受けていたが、19世紀のイタリアの画家ミケッティの作品と「イタリア人無名現代画家」の作品15点を交換したことが非難を浴びた（「無名の現代画家」とは、ジョルジョ・デ・キリコやアメデオ・モディリアーニたちのことである）。ユスティ以後ナショナル・ギャラリーの館長は次々に代わったが、館長たちは表現主義者をドイツ民族の芸術の系譜に位置づけるような展示方法や講演などによって民族主義者から近代美術を弁護し、あるいは目立つ前衛画家の作品を少しずつ収蔵庫にしまいながら表現主義や海外作家らの展示を続けていた。ベルリンオリンピックの際には中世から近代美術に至るまでのドイツ芸術の特別展が組まれ、国内外の観客が多数詰め掛けた。しかしついにオリンピック後の1936年8月、ナショナル・ギャラリー近代絵画館は閉鎖され、数日内にドイツ国内の美術館における近代美術の展示は禁止された。
画家でジャーナリストのヴォルフガング・ヴィルリヒは1937年、『芸術神殿の清掃』という著書を出した。後に国民啓蒙・宣伝省に派遣され各地で「退廃芸術作品狩り」を行う彼は、この本で近代美術家の多くを健康でも誠実でもない退廃芸術家だと罵ったが、その書物の章立てや構成はこの年のミュンヘン『退廃芸術展』の展覧会構成に反映されたと思われる。

## ナチス・ドイツの芸術政策
1937年までに、ナチスの芸術政策は、上に述べたような民間右翼美術団体や党内組織に歩調を合わせ、退廃芸術一掃の方向で確立した。しかしそれまでには党内でも芸術政策をめぐり紆余曲折があり、文芸や思想分野のように、政権獲得後に反対勢力を一掃するようには行かなかった。

### 美術家に対する処遇

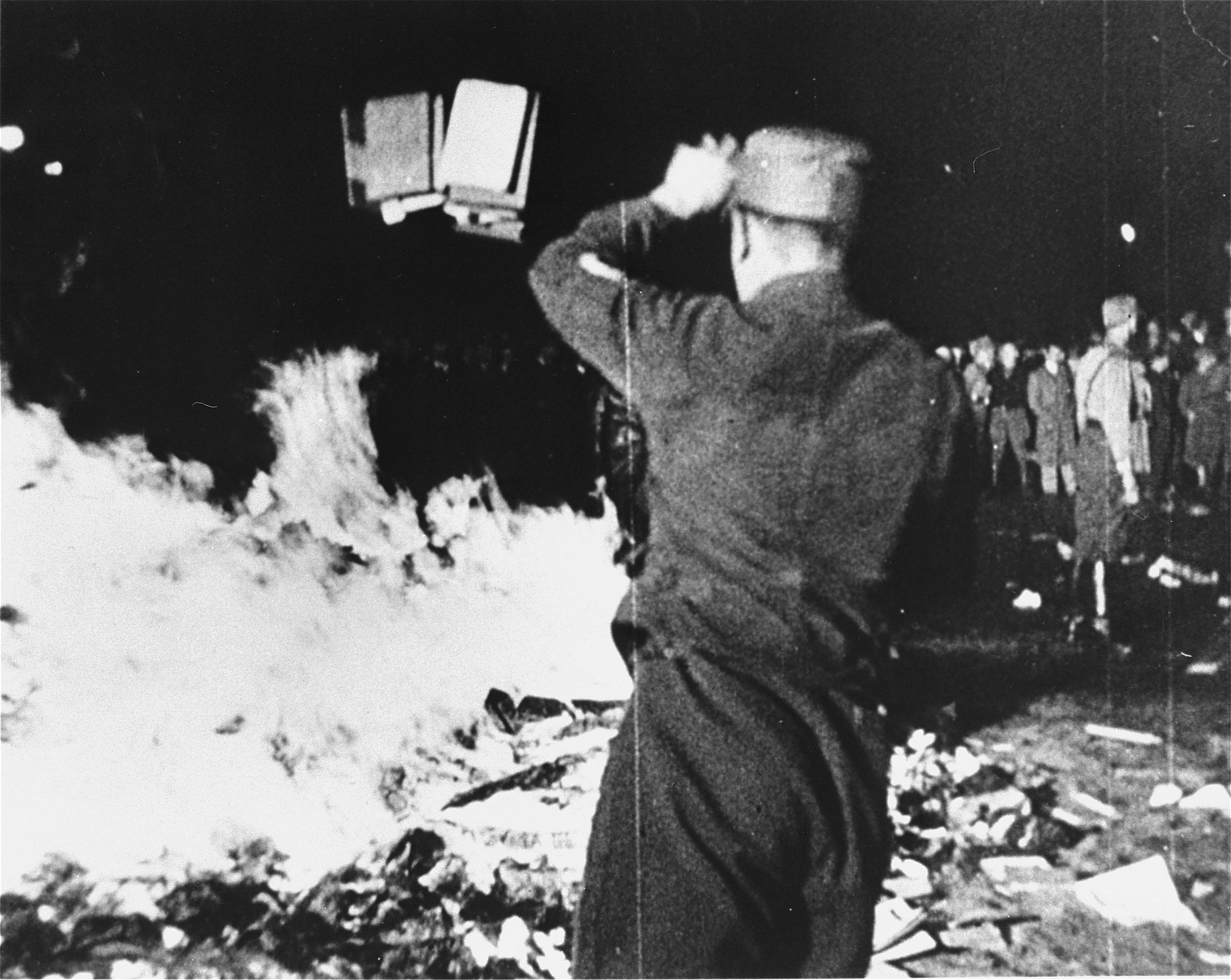
1933年5月10日のベルリンでの焚書

ナチスは1933年の政権獲得後、プロイセン芸術院（芸術アカデミー）の文学部門から反ナチ的なトーマス・マンら小説家・詩人多数を追い出し、会員を一新させた。また1933年5月10日には、宣伝大臣ヨーゼフ・ゲッベルスと大学生らによって「非ドイツ的著作物の焚刑」の名でドイツ各地で焚書が行われた。しかし美術部門では、芸術院からの前衛作家追放はなかなか進まなかった。一点物である絵画・彫刻はコピーが大量に発行される書籍より影響が少なく、反ナチ的かどうかの判別もしづらいためであった。まず画壇の巨匠マックス・リーバーマンをはじめユダヤ人芸術家らがその人種のゆえに追放され、ディックスやケーテ・コルヴィッツ、ブルーノ・タウトらも早期に退会させたものの、「退廃的な」美術家や建築家がプロイセン芸術院から追放されたのは1937年7月のことになる。
これに対し1933年、ナチス政権により帝国文化院（Reichskulturkammer）が創設され、その下に置かれた全国造形美術院（Reichskammer der bildenden Künste）によって「退廃芸術家」も含め主だった芸術家が組織され、統制の対象となった。この造形美術院で1936年12月に総裁になったのはヒトラーに高く評価されていた画家、 アドルフ・ツィーグラー（1892年－1959年）であった。1920年代前半にヒトラーと会い、1920年代末にはナチスの造形美術部門責任者となっていた彼は、古典的で精緻な人物像を得意としていたが、女性の裸体の肉体や骨格などの再現ぶりに比べてその表情や姿勢の描写は硬く躍動感には欠けており、ドイツのどの美術館でも優れた作家とはみなされていなかった。しかし彼はナチスの後押しで1933年以降美術界の指導者にのし上がり、「ドイツ精神を代表する作家」と称えられ、その作品は高額で売られた。彼は自分を取り立ててくれたナチスのため、退廃芸術家への罵倒や美術館からの退廃芸術品狩りを行うことになる。ほかにも、農民や農村風景などを描く風俗画家など、19世紀以降の近代美術の進展で社会の片隅に追いやられた画家たちが突如高い地位に引き上げられ、彼らは積極的に退廃美術攻撃に力を入れた。

### ローゼンベルク対ゲッベルス
ナチス思想部門に関わる者同士の対立もあった。ローゼンベルクはかねてから退廃芸術一掃を叫んでいたが、一方ゲッベルスは北方的なエミール・ノルデやエドヴァルド・ムンクの作品を好み、彼が創刊した新聞「デア・アングリフ」でも表現主義を擁護し続けるなど、近代芸術の中でもドイツ独自的な傾向の作品を好んでいた。また1934年にはイタリア政府主催の未来派展を支援し、同年には芸術制作の自由を論文で述べたばかりか、1935年3月には表現主義も含む大規模なベルリン美術展をミュンヘンで開く計画も進めていた。しかしこの展覧会は反退廃芸術勢力によって中止され、ヒトラーもローゼンベルク本人を嫌いつつもその提案を支持していたため、ゲッベルスは自らの不利を悟り、やがて「改心」して強烈に近代美術を一掃する作業に取り掛かる。この後9月、ドレスデンの退廃芸術展が始まり全国に巡回したが、党は「表現主義はユダヤの発明であり、党員はこれらの展覧会を必ず見るように」という指示を各地に下した。
1936年11月、ゲッベルスは「この4年間、芸術界の振興に尽力する傍ら、芸術界がナチスに順応することを期待したが改善の気配がない。芸術家の間では無責任な批評家に対する不満も厳しい」とし、宣伝省が認める「芸術報告者」だけに署名付きでの「芸術報告」執筆・掲載を認める「芸術批評の禁止」を指令した。

### ナチスの芸術への貢献度
ヒトラー自身の画業に対する執心にもかかわらず、芸術という分野自体が、ナチスの宣伝政策の中で軽く見られていたことも事実である。1937年におのおの分割されるまで、国民啓蒙・宣伝省内では第六部が「演劇・音楽・美術部」と一括りにされており、第七部「映画部」の独立に比べると、美術や音楽といった大衆に複製の行き渡りにくい「オールド・メディア」に対する軽視は歴然だった。ナチスが力を入れたものは、テレビ・ラジオ・映画などであった。

## 『退廃芸術展』

### 美術館の大掃除
1937年4月、宣伝省はナチス政権獲得4周年と、経済・軍事・政治での四カ年計画の功績を記念する展覧会を企画し、同時に退廃美術を誹謗する展覧会も開こうとした。彼らは全国造形美術院の紹介で『芸術神殿の清掃』を出版したばかりのヴォルフガング・ヴィルリヒらをナショナル・ギャラリーなど各地の美術館に派遣し作品をリストアップさせようとしたが、各地の美術館の抵抗にあったほか、宣伝省や全国造形美術院の間で「誰から誰までを退廃芸術家と見るか」で議論になり、計画は頓挫した。
これに対し、6月30日、ゲッベルスはミュンヘンで7月18日から予定されていたドイツ民族の芸術を一堂に集めた『大ドイツ芸術展』に退廃芸術の展覧会をぶつけるアイデアを思いつく。ゲッベルスはツィーグラーと相談し、その日のうちにヒトラーの許可を得たことで、後世に悪名高い『退廃芸術展』が動き出した。6月30日のうちにツィーグラーには、ドイツ国、州、市町村が所有する1910年以降の退廃作品を展覧の目的で搬出できるという権利が与えられた。ツィーグラーはヴィルリヒや他の画家、宣伝省官僚ら、自身も入れて計5人の委員会（後に、死刑執行委員会とあだ名されることになる）を結成し、ヴィルリヒらが春に作ったリストをもとにベルリン、ハンブルク、マンハイム、デュッセルドルフ、フランクフルト、ドレスデン、ブレスラウ、その他ドイツ各地の20ヶ所以上の美術館を訪問し、ポスト印象派、表現主義、新即物主義、幾何学的抽象などの作品を押収した。多数の美術館員がコレクションを守るために様々な手段で押収を拒否したりコレクションを隠し通したりしたが、結局押収されてしまった美術品は絵画5,000点、版画12,000点など膨大な数に登った。展覧会の発案から委員会結成、作品押収、そして7月19日の退廃芸術展本番開催までわずか3週間しかかからなかった。退廃芸術家とされた者はドイツ人ばかりでなく、多数のフランス人、オーストリア人、ポーランド人、ロシア人、スイス人、ノルウェー人などが含まれていた。近代美術が国を超えた広がりを見せていたことを反映するが、ナチスの糾弾の対象である「退廃芸術」の枠組みも、ドイツを超え全ヨーロッパに及ぶにいたった。

### 展覧会開幕と異常な展示方法
大ドイツ芸術展がヒトラー臨席のもと、ミュンヘンに新築された巨大な美術展示場「ドイツ芸術の家」で大々的に開催された翌日、1937年7月19日、退廃美術展は「ドイツ芸術の家」から近くにあるミュンヘン大学付属考古学研究所の2階建ての建物で始まった。
建物はもともと石膏模型の収納庫で、美術作品の展示には向かない貧相な建物だったが、いかにも貧弱な間仕切りが展示用に用意され、表現主義を中心とする作品は乱雑に掛けられており、額からはずされてキャンバスがむき出しにされたり、壁から紐でぶら下げられていた物もあった。わざと劣悪な条件で展覧させるのは、宣伝省による意図的なものであった。絵の解説は紙に手書きするか壁にじかに描くという乱暴な方法で、ほかにも壁には各芸術家の発言からの抜粋や、主催者による悪意的な煽り文句が書き殴られていた。先行する展覧会同様、18歳未満は立ち入り禁止といういかがわしい雰囲気が演出され、作品には購入時の価格（ヴァイマル共和制初期のインフレ時の購入品は、その際の数十兆マルクという巨大な金額）が添えられた。
ヒトラーはオープン前に来館し一瞥しただけで感想を漏らさなかった。ごく簡単な開会式では全国造形美術院総裁・ツィーグラーが退廃芸術を悪罵する開会演説をした。いわく、国民のなけなしの税金で、民族に奉仕すべき美術館やその職員たちが出来損ないの作品を大量に買い集めて自己満足に浸ったことに怒りを覚える。どの絵や彫刻を見ても、精神病の働きを感じるしかなく、彼らの健康な作品を探すことはできなかった。これは過ぎ去った退廃の時代の記録であり、未だドイツ全土の美術館に残るこれらのがらくたを早く一掃し、各美術館の展示室をまっとうな民族的な作家に与えなければならない。彼はこう演説を締めくくった。「ドイツ民族よ来たれ！そして自ら判断せよ！」

### 展覧会の構成

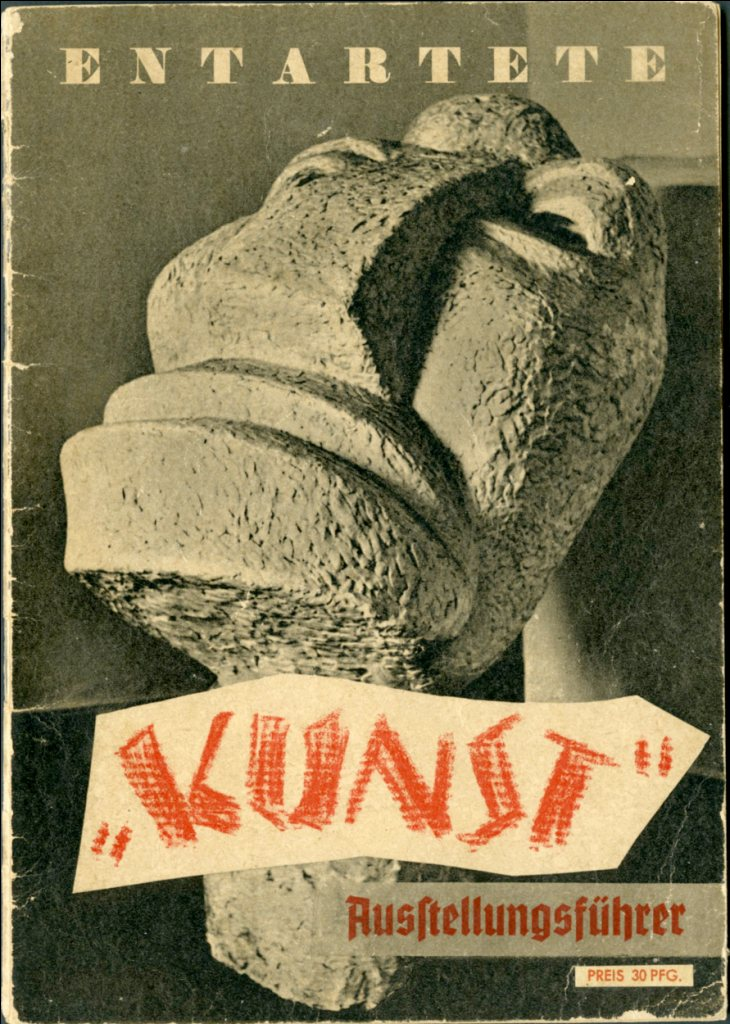
退廃芸術展パンフレット（表紙）

観客激増を受け展覧会期末に急遽、32ページのパンフレットが作成されたが、この冊子での作品の分類は展覧会場の部屋分けとは一致していない。
ミュンヘンでの展覧会は、建物の二階から始まっていた。狭い階段を上がった先には、第一室に掛けられた巨大で歪んだキリストの磔刑像の木製彫刻（ルートヴィヒ・ギース作）が眼に飛び込み、部屋に入る観客たちがこれに出くわして震え上がるように意図されていた。この第一室はほかにノルデの宗教画も並ぶ、宗教に対する芸術家による冒涜をテーマとした部屋だった。
第二室はマルク・シャガールらユダヤ人芸術家の絵が並び、彼らを蔑むための部屋だった。
続く大きな第三室は、表現主義や新即物主義やダダイスムの絵を並べ、いかに彼らがドイツ女性を愚弄し娼婦のように描いたか、いかに国防義務や軍人や大戦英雄をあざけったか、いかに黒人芸術がユダヤ人たちの理想とされたか、などいくつかのテーマが設けられた。
第四室以降には特にテーマはなかったが、第五室にはとくにカンディンスキーなどの抽象画や表現主義の風景画が「狂気や病んだ精神の見た風景」と言う煽り文句とともに並べられた。第六室はここまで壁に書かれていた煽り文句はなく、作品の購入金額と美術館名が淡々とならんでいた。第七室はレームブルックの彫刻やさまざまな絵画が並び、「こうした人物がこれまでドイツで教鞭をとっていた」と書かれていた。この下の1階にも彫刻・絵画のほか、版画や本などが展示されたが、オープンが開会式の3日後に遅れたほか、2階のような印象的な分類や煽り文句はなく、ここに気付かず通り過ぎた観客も多く記録も余り残っていない。
壁に書かれた多くの煽り文句には、例として次のようなものがあった。
- 共産党中央の指令下で、神聖なものを横柄にあざける　（第一室）
- ユダヤ人種魂の暴露　（第二室）
- ドイツ女性に対する侮辱　（第三室）
- 理想 － それは白痴と娼婦　（第三室）
- 美術館のお偉方はこんなものも「ドイツ人民の芸術」と呼んだ　（第五室）

会期中に第七室を中心に閉鎖や入れ替えが多くあったとみられるほか、抗議を受けて会場から撤去された作品もあった。展示されていたムンクの作品は母国ノルウェーの抗議があったと思われ、会期中に姿を消している。またフランツ・マルクの大作『青い馬の塔』については、マルクは第一次大戦で出征して戦死し、鉄十字勲章を受けた英雄ではないかとの退役軍人たちの抗議があったため、以後の巡回先では撤去された。

### 来館者増加と宣伝の大成功

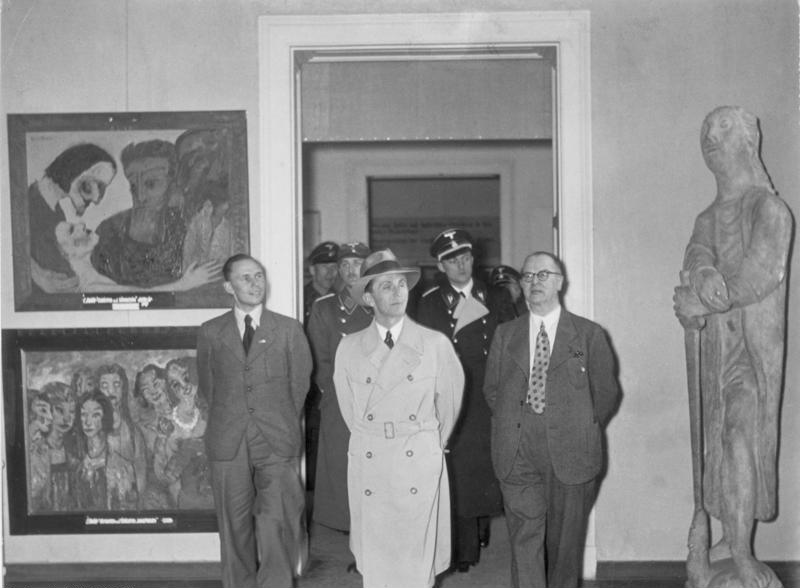
1938年2月27日の日曜の午後、「ドイツ芸術の家」で開催された退廃芸術展を観に訪れたゲッベルス宣伝相

宣伝省はこの展覧会をぜひ見るよう各新聞を通して大々的に盛り上げた。その結果詰め掛けたミュンヘンや各地の市民の数は膨大になった。狭い会場には1日で2万から3万人、多い日で4万人を超え、イギリスなど海外からも多くの観客を集め、建物を取り囲む入場待ちの長蛇の列ができ、2階に上がる狭い階段を埋めた。11月30日までの4ヶ月で展覧会場に押し寄せた観客数は200万人超という驚くべき数字になった。
これは隣で開かれた公認芸術展・大ドイツ芸術展の3ヶ月70万人を大幅に上回る。かといってゲッベルスも宣伝省もこれに腹を立てるどころか、むしろ近代美術を公開処刑するという宣伝が思った以上に成功したことに満足した。会場には、普段美術館を訪れたことのない市民も怖い物見たさや好奇心、動員で訪れた。観客の中には、芸術の処刑に際して、作品を眼に焼き付けて別れを告げに来た画学生や愛好者もある程度いたほか、ハノーファーのシュプレンゲル夫妻のようにここでノルデの作品に触れ逆に感動し、以後彼の作品のコレクターになり戦時中も生活を支え続けた人物も現れた。しかし、大部分の観客は党によって地に引きずり下ろされた芸術家たちのざまを見るために来場しており、作品の余りの過激さと購入金額の高さに怒り心頭に発しており、ため息や怒りの声が上がるなど集団心理に支配された状態で、宣伝省の意図通りの結果となった。ドイツの各紙もこの展覧会を取り上げ、退廃芸術のあまりの「質の低さ」への怒りと、これがナチスによって一掃されたことを賛美する記事があふれた。

### 各地への巡回と動員

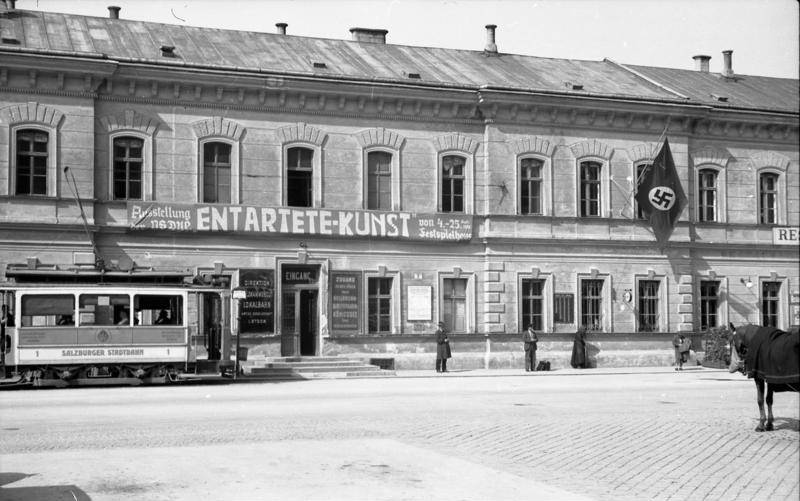
ザルツブルクに巡回した退廃芸術展。1938年8月

この展覧会はさらに多くのドイツ中の都市を巡回した。これにあたり、ツィーグラーらはドイツ全土から退廃芸術を一掃し巡回中の展覧会に加えるべく、新たな委員会を結成して再度100以上の美術館に押しかけ、さらに多くの近代美術作品を押収した。退廃美術展の巡回を希望した都市の数は65にのぼり、ベルリン、ライプツィヒ、デュッセルドルフ、ザルツブルク、ハンブルク、ヴァイマル、ウィーン、フランクフルト、ハレなど13都市へ1941年までかけて巡回した。ベルリンではミュンヘンの翌年、1938年2月から旧日本大使館の建物で開催された。ベルリンでは新即物主義など社会批判的な作品が槍玉にあがり、またベルリンではじめて、ハンス・プリンツホルン博士（Hans Prinzhorn）が収集してきた精神病患者の絵（後に「アウトサイダー・アート」と呼ばれるもの）と近代美術の絵画を並べその類似性を喧伝し「近代美術の中の病理性」を示そうとする「比較展示」が行われた。各都市でも市民に対し展覧会を見るよう大規模な宣伝がなされた。
第二次世界大戦の勃発や、話題になった作品をオークションで売却するため展示品からはずしたことなどを受け観客は徐々に減ったが、巡回先でも計100万人を動員し、最終的には300万人が退廃芸術展を見た。

### 退廃音楽
1938年、デュッセルドルフでは退廃芸術展に倣い「退廃音楽展」が開催され、各地を巡行した。

## 『大ドイツ芸術展』
一方、「血と土」に重きを置くナチスのイデオロギーに即し、「真性のドイツ民族芸術」を集めた本格的な展覧会を開こうという動きも具体化した。

### ドイツ芸術の家建設

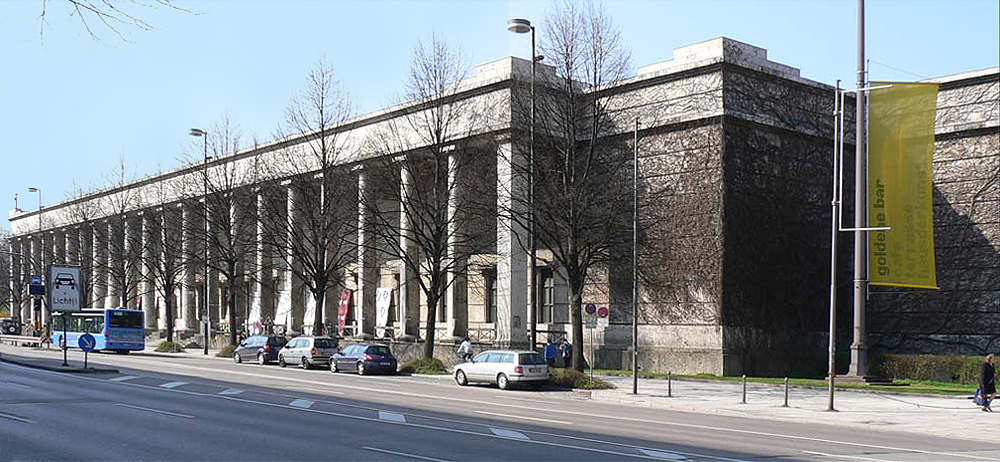
ミュンヘンの「ドイツ芸術の家」（現「芸術の家」、2006年撮影）

そのきっかけは1931年にミュンヘンの美術展示場、「グラースパラスト（ガラス宮殿）」が失火で炎上したことだった。19世紀半ばに工業技術の粋を集めて作られた鉄とガラスの工業展示館は19世紀以降、全国的な公募美術展のために使われ、ドイツ各地から保守的な風俗画や前衛作品まで多様な作品が寄せられていた。1933年政権に就いたヒトラーはグラースパラスト再建計画に介入し強力に推進し、みずから眼をかけていた建築家パウル・ルートヴィヒ・トローストに設計を任せ、モダニズムを排して古代ギリシア風を模した石造の巨大建築を作らせた。この新グラースパラスト改め『ドイツ芸術の家』は 1933年秋に着工し1937年夏に完成する予定だったが、この竣工にあわせて、ドイツの「民族芸術」の模範となる作品を全国から集める展覧会が企画された。これが『大ドイツ芸術展』（Großen Deutschen Kunstausstellung）である。

### 作家選択の混迷
企画から開幕まで3週間で済ませた退廃芸術展と違い、こちらは1936年暮れから全国造形美術院を通じドイツ中の美術家に参加が呼びかけられたが、当初は実力のある作家の最高の作品を集めることが目的で、まだ美術院から除名されていなかった退廃芸術家らも排除されてはいなかった。
1937年に入り、芸術政策の締め付けを受けて、ナチス以前のように前衛傾向の作家が徒党を組む時代は終わらなければならない、という呼びかけに改められたが、実際に大ドイツ芸術展に応募した作品を見て、美術院総裁ツィーグラーやナチス系の画家、宣伝省などからなる選考委員会は頭を抱えた。かつてのグラースパラストでの公募展同様に前衛的（退廃的）な作品も多く集まり、退廃芸術一掃の宣伝が行き届いていない状態だった。
この様子を聞いたゲッベルス、そしてヒトラー自らミュンヘンにやってきて審査の模様を見たが、相変わらずの「退廃作品」の多さにヒトラーは「もう一年延期しろ！」と叫んだほどだったという。その後ヒトラーや側近たちの手で作品の大幅な入れ替えが行われ、なんとかヒトラーに気に入る形になった展覧会はヒトラー臨席のもと1937年7月18日開幕した。
ヒトラーは開幕演説で新しいドイツ民族の芸術の殿堂誕生を祝福したが、演説の多くは結局退廃芸術のことに割かれた。彼はダダイスムやキュビズムなどを、芸術の天性にまったく恵まれなかった代わりに話術の才能だけが発達した者たちが喧伝しただけの代物で、ドイツ民族にはまったく関係のあるものではないとし、大ドイツ芸術展開幕は芸術家気取りたちの最期となり退廃芸術掃討の始まりである、と怒号に近い調子で述べた。

### ナチス公認芸術の傾向

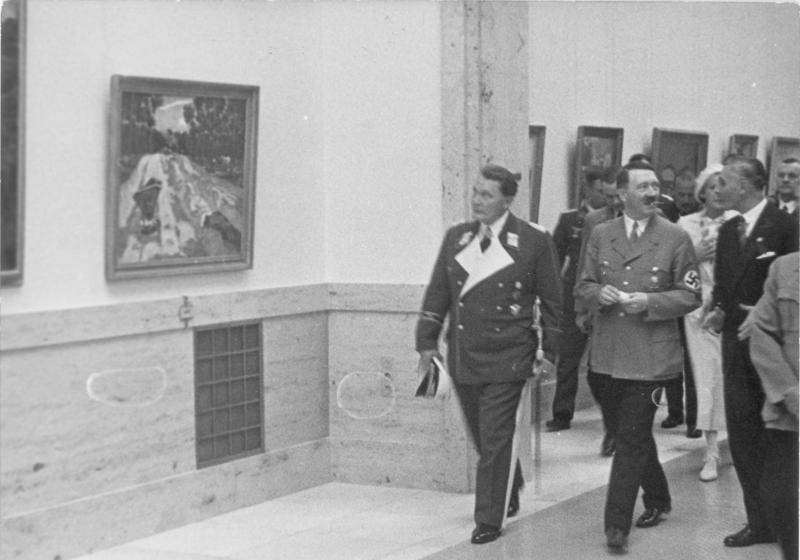
空軍元帥ヘルマン・ゲーリング、造形美術院総裁アドルフ・ツィーグラーらとともに大ドイツ芸術展を鑑賞するヒトラー

大ドイツ芸術展はこれ以後毎年、夏から秋にかけて1944年まで開催され続けることになり、会場となったドイツ芸術の家には数十万の観客が毎回訪れた。
作品の傾向は、ヒトラーの言葉通り「美しい物を好ましく壮大な物を崇高に」描くことを良しとするものであった。またヒトラーの趣味を反映して20世紀以降の芸術思潮は反映されず、第二次世界大戦が始まり戦争画が増えるまでは、19世紀的な風景画や農民画、風俗画が絵画の大半を占めた。特に、都市は精神の退廃の源とされたためか、ドイツ国民の多くを占める都市住民や工場労働者はほとんど描かれず、国民の内のわずかな割合に過ぎない農民ばかりが描かれた。農民の生活は、長時間労働など現実の農村の過酷さよりも理想化して描かれ、農家の大家族の団欒が異様に氾濫した。これはナチスの血と土というイデオロギーと、大家族や出産を奨励した当時の人種政策が深くかかわっているが、世界最高レベルの科学国・工業国の美術が農民風俗画に逆戻りし、あたかも農業国の絵画のような状態を呈したのは異様な事態ではあった。
また裸体像も大きな割合を占めた。ツィーグラーを始め多くの画家が古代神話を題材にしたヌードや、寓意的なヌード、農村少女のヌードなど裸婦像を多く描いた。女性は肉体的魅力が強調され男性を迎え入れる体勢にあるように描かれたが、一方男性は筋肉が過度に強調された英雄的な姿が多く描かれた。

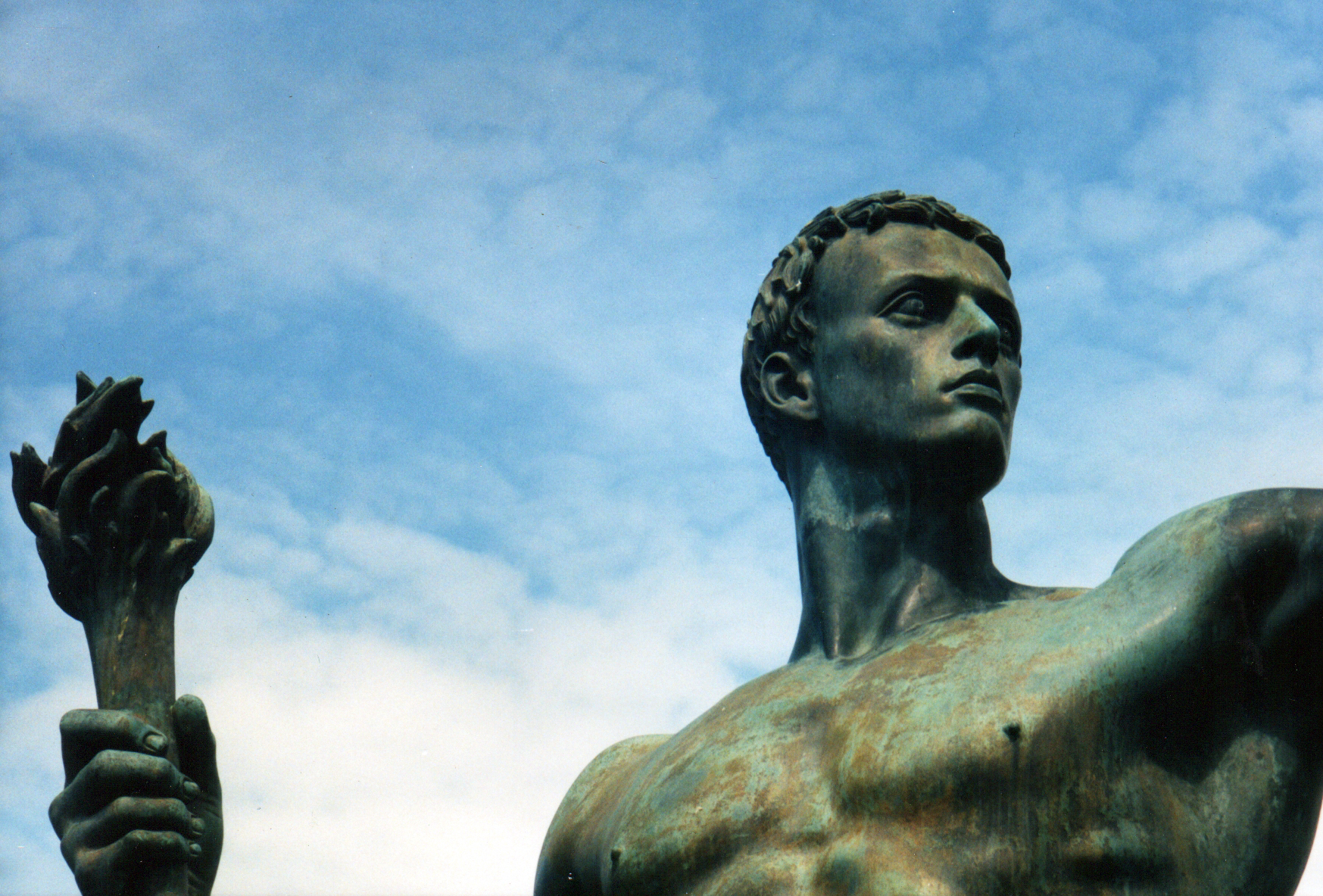
アルノ・ブレーカー作　『党』（Die Partei）

裸婦や裸の戦士像の描写では、絵画よりも彫刻のほうがより好まれ、北方人種的裸体像が会場にあふれた。中でも、壮大さや崇高さ、意思や力を強調する巨大彫刻が非常に多く制作され、展覧会場のみならず政府庁舎や市街地を巨大彫刻が飾ることになる。ナチス時代以前から新古典的な作風で有名だったが、ナチス時代以降巨大な裸体による記念碑を量産したゲオルク・コルベ、そしてアウトバーン工事記念碑（実現せず、巨大な模型のみ完成）など筋肉の塊のような男たちの群像で有名な、ナチス時代を代表する彫刻家ヨゼフ・トーラク、古典的な英雄像を数多く制作し公共建築にも多く登用されヒトラーの評価が高かったアルノ・ブレーカーらが代表的な人物であろう。
建築の分野でもヒトラーの好みとナチスのイデオロギーに基づく建築物が賞賛された。バウハウス関係者らが作ったインターナショナル・スタイル（国際様式）のモダニズム建築は退廃的とされ、ドイツの風土と伝統に合った傾斜屋根の家が好ましいとされた。また政府や党のビルはアルベルト・シュペーアらによってヒトラー好みの新古典主義で建築されたが、これにはナチスドイツを古代ギリシア・古代ローマに続く偉大な存在と看做されたいという欲求があった。特にシュペーアの考えた、ナチス建築は廃墟となった後もギリシア建築・ローマ建築に匹敵する美しい偉大な廃墟となるように設計されるべきという廃墟価値の理論を熱烈に支持した。

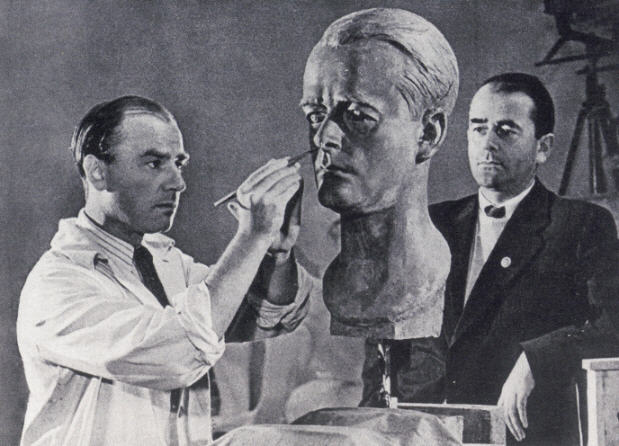
アルベルト・シュペーアの彫像を制作するアルノ・ブレーカー

こうしたナチス・ドイツの公認芸術は、同じファシズム国家でもイタリアとは大きく異なっていた。イタリアでは未来派の芸術家たちからファシズムに心酔するものが現れ、下火になって以降も党の締め付けが厳しくなるまではファシスト党のいわば公認芸術となっていた。またベニート・ムッソリーニはモダニズム建築家・ジュゼッペ・テラーニを起用し、大胆な建築を党や国家のために作らせたほかエウルのような新都市も建設している。イタリアで開催されたナチス公認芸術の展覧会では、イタリアの各紙はその後退した「客間趣味」に当惑したような感想を掲載した。
むしろ、ナチスの芸術には、民族性重視・写実重視などの面で、ヨシフ・スターリン政権期のソビエト連邦の社会主義リアリズムとの共通性が強いとされる。アルノ・ブレーカーらはソ連に招待され、ヨシフ・スターリンらからソ連でも記念碑的彫刻を作るよう要請されている。しかし、ソ連もリアリズム一辺倒だったわけではない。革命直後のソ連では抽象芸術や構成主義が生まれ、ロシア・アヴァンギャルドはスターリンが方針を変えるまで共産党のいわば公認芸術となっていた。ウラジーミル・レーニン自身もダダイストだったという学説も出ている（塚原史『言葉のアヴァンギャルド』）。最初の電子音楽機器テルミンが作られ、現代映画の基礎的理論であるモンタージュが生まれるなど当時のソ連は前衛芸術のメッカと化しており、外国から不遇だった多くの前衛芸術家が新国家の建設に参加した。例えば、共産主義の威信をかけたソビエト・パレスの計画段階ではル・コルビュジエ、ヴァルター・グロピウス、エーリヒ・メンデルスゾーン、オーギュスト・ペレ、ハンス・ペルツィヒといった新進気鋭のモダニズム建築家たちが関わっている。従って、終始排除したナチスとは大分異なる。
1920年代から1940年代にかけては近代美術運動の一つのピークであったが、一方で無国籍な抽象芸術を排斥しようという民族主義的美術運動との摩擦が各国で発生した。ドイツの「退廃芸術狩り」や民族主義的「公認芸術」はその例外ではない。アメリカ合衆国においてはグラント・ウッドやトーマス・ハート・ベンソンらアメリカン・シーン派（地方主義）の画家が台頭した。一方で、スターリン期のソ連では民衆の伝統を重視する社会主義リアリズムが公認芸術となり、その他の様式はナチスのように弾圧こそはしなかったが、軽視され、社会主義リアリズムの影響は欧米など世界中に及んだ。
1930年代においては、芸術に国が関与し統制する傾向があったのはドイツにとどまらない。ソ連の社会主義リアリズムを始め、アメリカでもニューディール政策の一環として連邦美術計画など国が失業芸術家を雇って作品を制作させる政策が行われた。

## 退廃とされた芸術家と作品のその後

### 退廃芸術家の放浪と作品制作禁止命令
退廃芸術展に出展された画家や彫刻家、その多くは表現主義など前衛的な芸術家であるが、彼らはもはや「国家の敵」で「ドイツ民族の脅威」とみなされた。芸術家たちは評判も信用も失い、ドイツ国内外を放浪し始めた。マックス・ベックマンは、ミュンヘンの退廃芸術展の開幕日、アムステルダムへ逃亡した。マックス・エルンストはペギー・グッゲンハイムの助力でアメリカ合衆国に移民した。エルンスト・ルートヴィヒ・キルヒナーは1938年、スイスで自殺した。パウル・クレーもスイス各地を放浪したが、ドイツで退廃芸術家として分類されていたためにスイス市民権を得ることができなかった。
エルンスト・バルラハなどドイツに残った退廃芸術家たちは大学などの職を失い、全国造形美術院から「民族と国家に責任を負う文化の仕事にふさわしくない」として除名の通知が届き、以後の芸術活動を一切禁止された。こうした画家たちは画材を買うことすら当局に監視され、制作継続が困難となった。またゲシュタポによる抜き打ち捜査対象となり、制作をひそかに続けていないかどうか厳しくチェックされた。エミール・ノルデのように、ユダヤ人嫌いで1920年からナチスに入党していた人物ですら、退廃芸術家の烙印を押された以上、制作を続けることができず、数人の友人に支えられ『描かれざる絵』という小さな水彩画を見つからないように描きながら戦時中を生き延びる。
そして、フェリックス・ヌスバウムら、ドイツに踏みとどまったユダヤ系の作家たちは後に強制収容所へと送られて死亡することになる。この時期に死亡した上に、押収などで代表作を失って半ば忘れられた美術家も多く、その再発見には現在もなお多くの困難がある。1890年から1914年に生まれ、ヴァイマル共和政期に教育を終えて活躍し始めたドイツの若い芸術家たちは「忘れられた世代」の作家と呼ばれる。ナチス政権発足に伴って、これから築くはずだったキャリアを失い、ユダヤ人の出自や同性愛者・精神症者・共産主義者などを理由に迫害され、自殺や他殺に追い込まれたり作品の多くを失ったりした。ヴァルター・グラマッテやアニタ・レーなどが代表的な芸術家である。

### 退廃芸術作品の売却と処分
退廃美術展が全国を巡回する中、展覧会用に各地の美術館から「預かる」形で押収されていた美術品は約17,000点に及んでいたが、1938年5月31日に「退廃芸術作品の没収に関する法律」が公布され、政府が退廃芸術と認定した美術品は、金銭的補償もなく強制的に押収・処分して良いものとされた。展覧会を巡回していない美術品はベルリンの倉庫に押し込まれた。その中から、ナチスの高官たち、特にヘルマン・ゲーリングは自分の趣味である美術品収集のためにゴッホ、セザンヌ、ムンクなど13点を取り置きさせ、別荘に持ち去った。

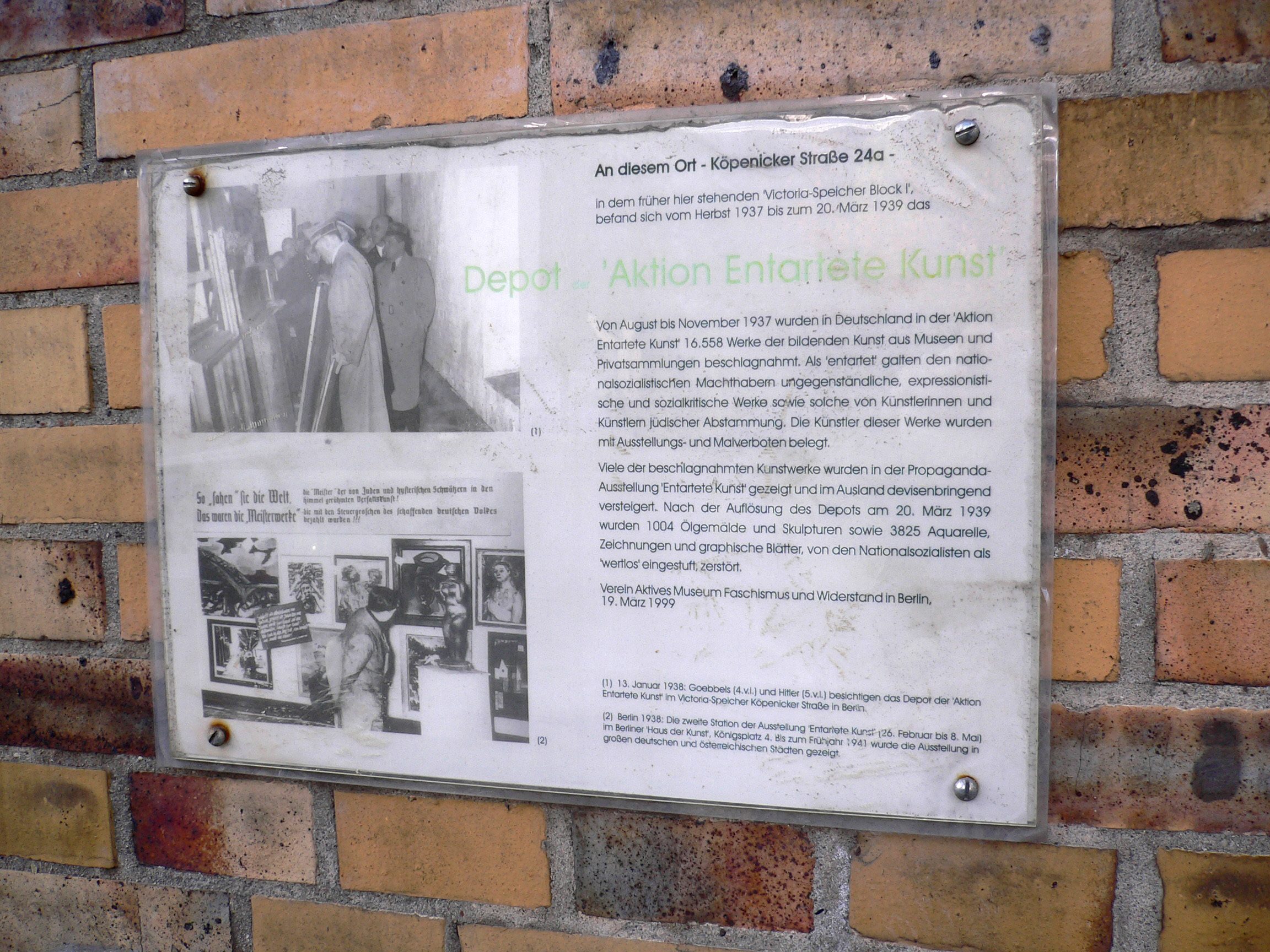
ベルリンのケペニッカー通りにあった「退廃芸術」作品倉庫跡地に設置された解説板

宣伝省高官フランツ・ホフマンやツィーグラーなどからなる「押収された退廃芸術作品活用のための委員会」が編成され、残りの作品のうち売れるものは売って外貨を獲得し軍備の費用にあてることとなり、メンバーの中にいた画商たちに売却がゆだねられた。特に、当時国際的に評価の上がっていた印象派やポスト印象派の絵画が高く売れることが期待された。しかし、ドイツ国内で危険視されている作品を褒めることは許されないため、そうした作品を顧客に対して高く売ることは至難の業だった。しかもナチスから買うことを忌避する外国人もいたため、出所がドイツであることを隠して売ることも困難であり、処分は進まなかった。この時売られた作品は、各国のコレクターが出所を言えない物として秘蔵しているとされ、各国の美術館に流れ着いて公開されている作品以外の所在は多くが現在も分からないままである。退廃芸術販売の責任者に任ぜられていた画商ヒルデブラント・グルリットは相当数の作品を横領しており、2012年にその息子コルネリウス・グルリットに対する脱税調査時に、アパートから長年行方不明になっていたピカソ、マティス、シャガールの作品など1280点の芸術作品が発見されている。
残った膨大な作品に対し、ホフマンから「売れない作品は、国民の前で見せしめとして盛大に焼き払いたい」との圧力があった。結果、1939年3月に倉庫の鍵は明け渡され、同年3月20日、ベルリンの消防署の庭でホフマンたちによって多くの作品が焼却された。しかし後日、この時燃やされた作品は少数で、大部分は木材や梱包材などであったということがわかっている。実際は、鍵を明け渡す前、宣伝省の職員や画商らが売れるものはなお売ろうとベルリン郊外のニーダーシェーンハウゼン城に作品の大部分を避難させており、その多くは売買、交換、そしてスイスでの1939年6月の大々的なオークションで、各国マスコミの関心の集まる中、ヨーロッパの美術館やアメリカの個人コレクターなどに売却された。
こうして3,000点以上が売られていったが、売れ残って城に置かれた作品の大半の行方は分かっていない。各地の画商に流出して売られていったものもあったようだが、大戦中の空襲の激化するさなかの1943年、ベルリンの宣伝省地下に移送され、以後はおそらく空襲やベルリン市街戦で破壊されたと考えられる。
ベルリンを占領した赤軍は、退廃芸術展に展示されていた作品多数が地下に埋められていたのを発見し、これを持ち去った。この内のいくつかが現在「出所不明」とされた上でエルミタージュ美術館に展示されているが、ベルリンから持ち去られたうち何割がこうして展示されているかは不明である。これらの作品がどのように生き残ったかについても、確認できる文書資料はない。

## 戦後の研究

### 弾圧の代償
退廃芸術弾圧の代償は余りにも大きいものであった。第二次世界大戦の敗戦によって、ドイツでも中世から近代までの多くの美術作品や歴史的建築などが永久に失われた。
戦間期に形成されていた美術館や個人コレクターによる世界有数の近代美術コレクションは、押収や海外への売却によって解体され、アメリカやスイスなどへ国外流出し、ドイツはゼロから印象派などのコレクションを再形成しなければならないことになった。
ナチスの崩壊により、彼らに支えられていた御用画家や彫刻家たちは失脚した一方、退廃美術弾圧によりドイツやヨーロッパの優れた芸術家が、あるいは命を落とし、あるいはアメリカへと去ってしまった。結果ドイツは芸術を破壊した国家という汚名をかぶることになった。
汚名を雪ぐための、また近代美術家の名誉を回復するための動きもあった。ドイツに残っていたノルデらは戦後表彰を受けて名誉や地位を回復した。1955年にカッセルで開かれ、今日まで続いている現代美術展『ドクメンタ』は、第一回目は近代美術の見直しが目的であり、かつて退廃とされた芸術家が招待された。
芸術的に荒廃したドイツから、影響力のある作家が再び登場するのは、1960年代のフルクサスの時代、また、ヨゼフ・ボイス、ゲルハルト・リヒター、アンゼルム・キーファーら、ナチスの行為やドイツの民族性を、あえて受け入れて制作する作家たちの登場した時であった。

### 退廃芸術展の再現
退廃芸術展に関しては、戦後に何度も大規模回顧展が行われている。1962年、ディックス、ココシュカら「退廃芸術家」らが名誉委員会に招待されたうえで、ミュンヘンの「ドイツ芸術の家」改め現代美術や大規模企画展の専門館となった「芸術の家（ハウス・デア・クンスト）」で退廃芸術展が開催され、各国に散逸した作品をあつめて展覧会の復元が試みられた。1987年には同じ「芸術の家」で再度決定版となる『退廃芸術展』が開催され、カタログでは退廃芸術展や大ドイツ芸術展の論文が掲載され、退廃芸術展全貌の紙上再現が試みられた。1991年にはロサンゼルスで退廃芸術展が開催され、1987年のカタログをさらにアップデートした物が出版され、全米各地を巡回した。日本でも1995年に神奈川県立近代美術館で『芸術の危機─ヒトラーと頽廃美術』が開催されている。

### 大ドイツ芸術展への直面
大ドイツ芸術展は一度だけ再現されている。これらナチス公認芸術は、一旦アメリカ軍が党や政府の庁舎などから没収し、西ドイツ政府に引き渡され、長らく封印されたも同様の状態だった。1970年代始め、フランクフルトの若い美術研究家グループが、これらを集めて大ドイツ芸術展の再現企画を行った。左派学者が多かった彼らの意図は、ナチスに芸術がいかに組み込まれ貢献したかを検証する批判的なもので、出品作もナチスやその芸術に対するノスタルジーや再評価を避けるように、また東ドイツの社会主義リアリズムに酷似した作品も避けるように配慮されており、作品の横にもナチスの蛮行や作品の背景にあった出産奨励政策などのナチスの負の側面を説明するキャプションが多数配置された。
しかし、この展覧会は折りしもナチス時代を振り返る書籍が相次いで刊行される「第三帝国ブーム」に時期が重なり、またナチスに関するものを展示すること自体がナチスの犠牲者を無視する無神経な企画だとして別の左翼団体から猛抗議を受けた。彼らは、入場者に対しナチ体制に弾圧された人々のグループが会場案内を行い、入場者は展覧会の鑑賞結果を報告し、それをしかるべき機関が分析するよう求めた。こうした論争は多くの新聞の関心を呼び、また、若者にナチスへの関心を高めかねない余計な展覧会という論調もあった。両グループは討論の末、「入場者に対するアンケート」などを受け入れることで開催に合意し、1974年10月15日から12月8日までの展覧会は無事開催が可能になった。スキャンダラスな展覧内容に、美術に無関心な市民までが列を成し、皮肉にもかつての退廃芸術展のような状態を呈した。
入場者の感想は「退屈きわまる作品ばかりだった」というものが大半であったが、「農村風景などが意外に心休まるいい作品が多かった」という声もあったという。また、展覧会の是非に関しては、これらを排除し隠し続けて神格化してしまうよりは、一度全貌を明らかにして克服したほうが良いと、展覧会意図を評価する意見が多かった。またナチスの古典的な巨大建築や巨大彫刻、農民や兵士を中心とした絵画に、ソ連や東ドイツの社会主義リアリズムの巨大建築や絵画との共通点を見出す論調が多く、なぜこれらも並列しなかったのかとのメディアからの批判もあり、論争を起こした。